# Cratere Tiffany
Tiffany  è un cratere sulla superficie di Venere.